# 布拉斯特里崖
布拉斯特里崖（英語：Blustery Cliffs）是南極洲的山崖，位於麥克羅伯特森地，處於費希爾山北部，全長6公里，海拔高度1,135米，現時由南極條約體系管理。